# Estanque de Pando
Estanque de Pando es un suburbio del norte de Pando perteneciente al municipio homónimo en el Departamento de Canelones  en el sur de Uruguay. Está localizado sobre la ruta 75, a 2 km al norte de Pando. Se encuentra entre los barrios San Bernardo - Molino Viejo y Jardines de Pando.

## Población
En 2011 Estanque de Pando tenía una población de 770.
| Año  | Población |
| ---- | --------- |
| 1985 | 296       |
| 1996 | 365       |
| 2004 | 641       |
| 2011 | 770       |

Fuente: Instituto Nacional de Estadística de Uruguay